# Vier-Bordes
Vier-Bordes é uma comuna francesa na região administrativa de Occitânia, no departamento dos Altos Pirenéus. Estende-se por uma área de 9,39 km². Em 2010 a comuna tinha 106 habitantes (densidade: 11,3 hab./km²).